# Penas Róias
Penas Róias est une freguesia portugaise du concelho de Mogadouro, avec une superficie de 33,04 km2 et avec une densité de population de 11,6 hab/km2 pour 382 habitants (2011). Cette freguesia est composée de trois villages physiquement séparés, ceux de Penas Róias, de Variz et de Vilariça.

## Monuments
- Château de Penas Róias